# Viticulture en Moldavie

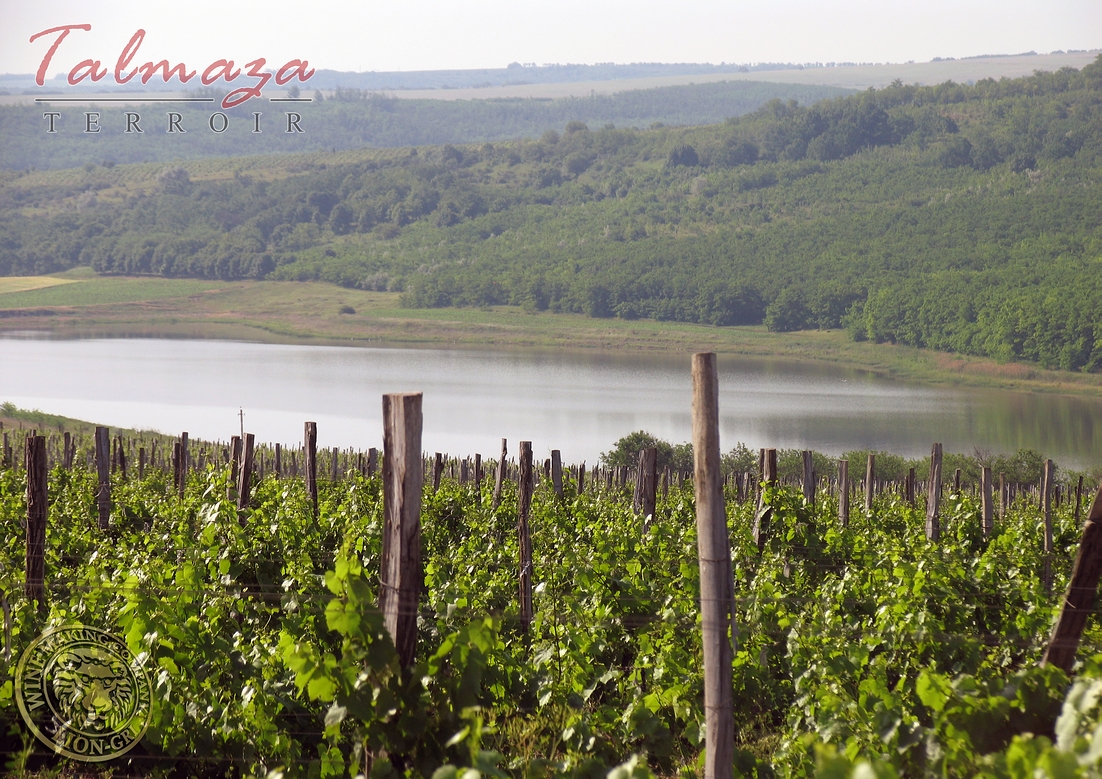
Vignoble de Talmaza.

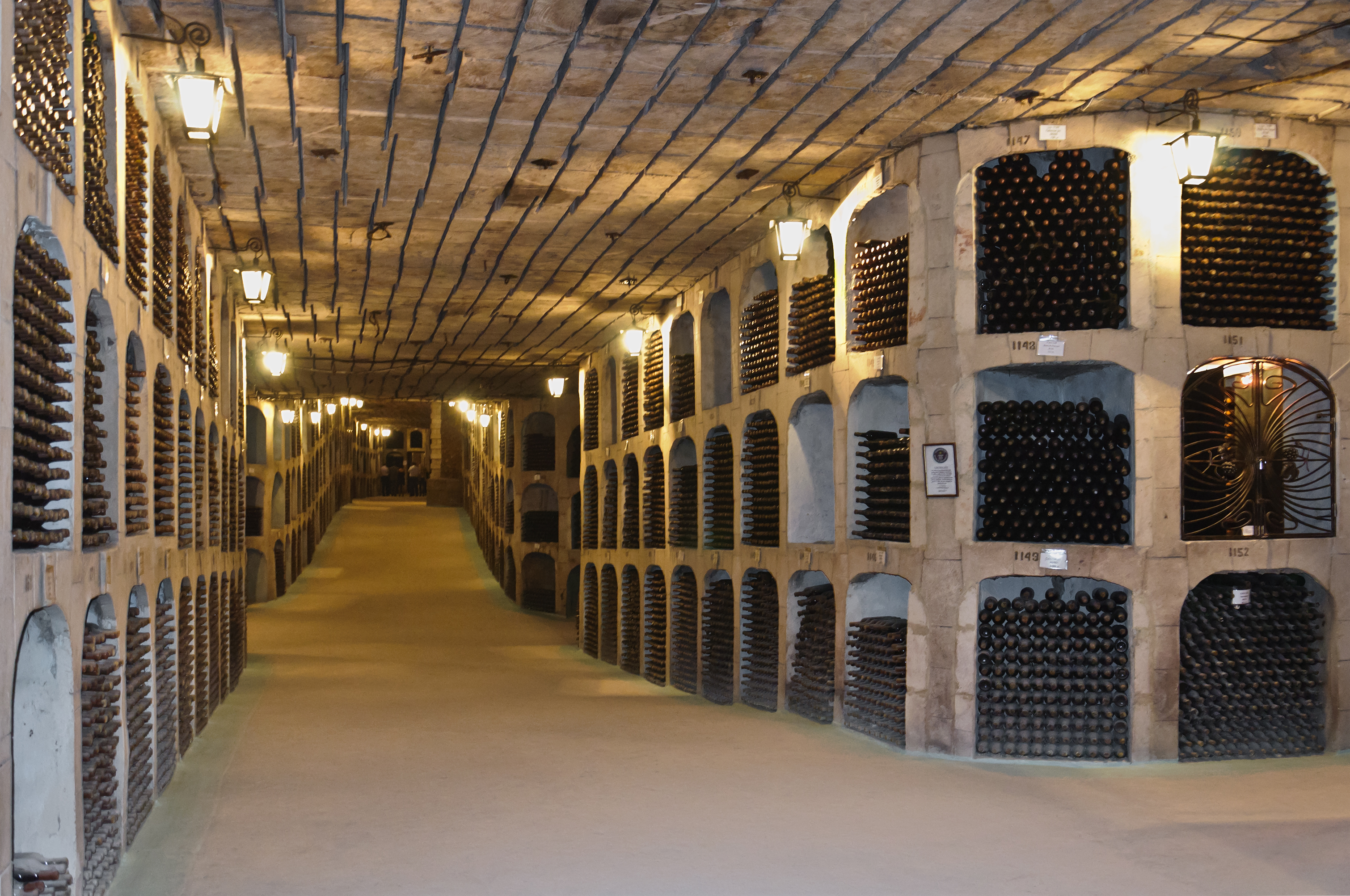
Caves de Mileștii Mici.

La viticulture en Moldavie est une ancienne tradition de ce pays qui bénéficie à la fois d'un climat continental, d'un sol fertile et d'une topographie de collines, très favorables à la viticulture. Le pays se situe à la même latitude que la Bourgogne en France (45 - 48 ° Nord, avec les influences de la mer Noire). Cet article ne concerne pas la Moldavie roumaine, dont les terroirs sont traités dans l'article « Viticulture en Roumanie », mais uniquement la République de Moldavie indépendante (les deux pays, de langue latine et viticoles, font partie des États membres de l'organisation internationale de la vigne et du vin). La superficie totale des vignobles en République de Moldavie représente 1,9 % de la superficie du vignoble mondial total. Le 7 octobre, jour férié, est la « journée du vin ».

## Historique
La Moldavie médiévale était déjà une terre viticole réputée en Europe orientale, mais les cépages actuels ont été apportés de France après que le phylloxéra a ravagé les cépages locaux au XIXe siècle. À cette époque, depuis 1812, la région appartenait à l'Empire russe dont elle était le principal vignoble. Elle l'est restée à l'époque soviétique et post-soviétique, jusqu'en 2006 lorsque la Russie, qui représentait 80% de l'exportation moldave, a interdit l'import des vins moldaves et géorgiens pour sanctionner ces deux pays qui tentaient alors d'échapper à la zone d'influence de Moscou.

## Vignoble moldave

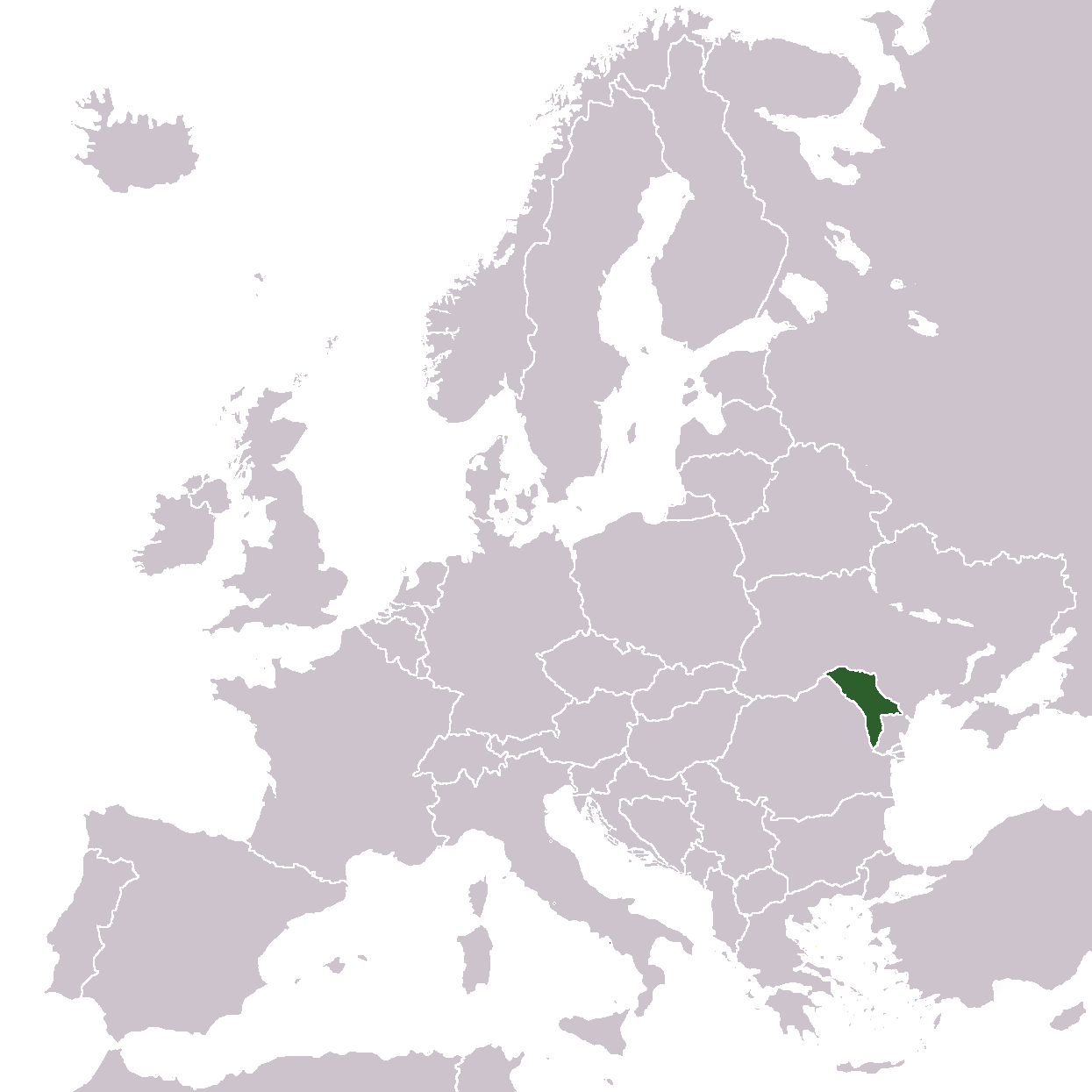
Situation de la Moldavie.

La superficie du vignoble moldave était de 147 000 hectares en 2007, soit une diminution de 25,2 % par rapport à 1995. Plusieurs facteurs expliquent cette baisse :
- la faiblesse des investissements : 1 hectare de vigne supplémentaire demande un investissement de 10 000 dollars environ, ce que la plupart des agriculteurs ne peuvent se permettre. De plus, les vignerons n'ont pas les moyens de traiter chimiquement ou biologiquement les plants pour les protéger, ce qui a conduit à la disparition de plusieurs vignes. On estime que 70 % des vignes ne reçoivent pas tous les traitements nécessaires ;
- les vignobles ont été fragmentés durant le programme de restitution à leurs propriétaires et de privatisation, ce qui a nui à la productivité. Des plants ont été déracinés et beaucoup d'agriculteurs ont préféré replanter des espèces plus faciles à exploiter et d'un rapport plus rapide, comme le tournesol ou le maïs ;
- la baisse des exportations (commencée pendant la politique anti-alcool menée par Mikhaïl Gorbatchev dans les années 1990), et la baisse de la consommation locale, due à la crise économique et à l'expatriation d'une partie de la population active, ont contribué à la baisse des ventes de vin.

## Régions viticoles

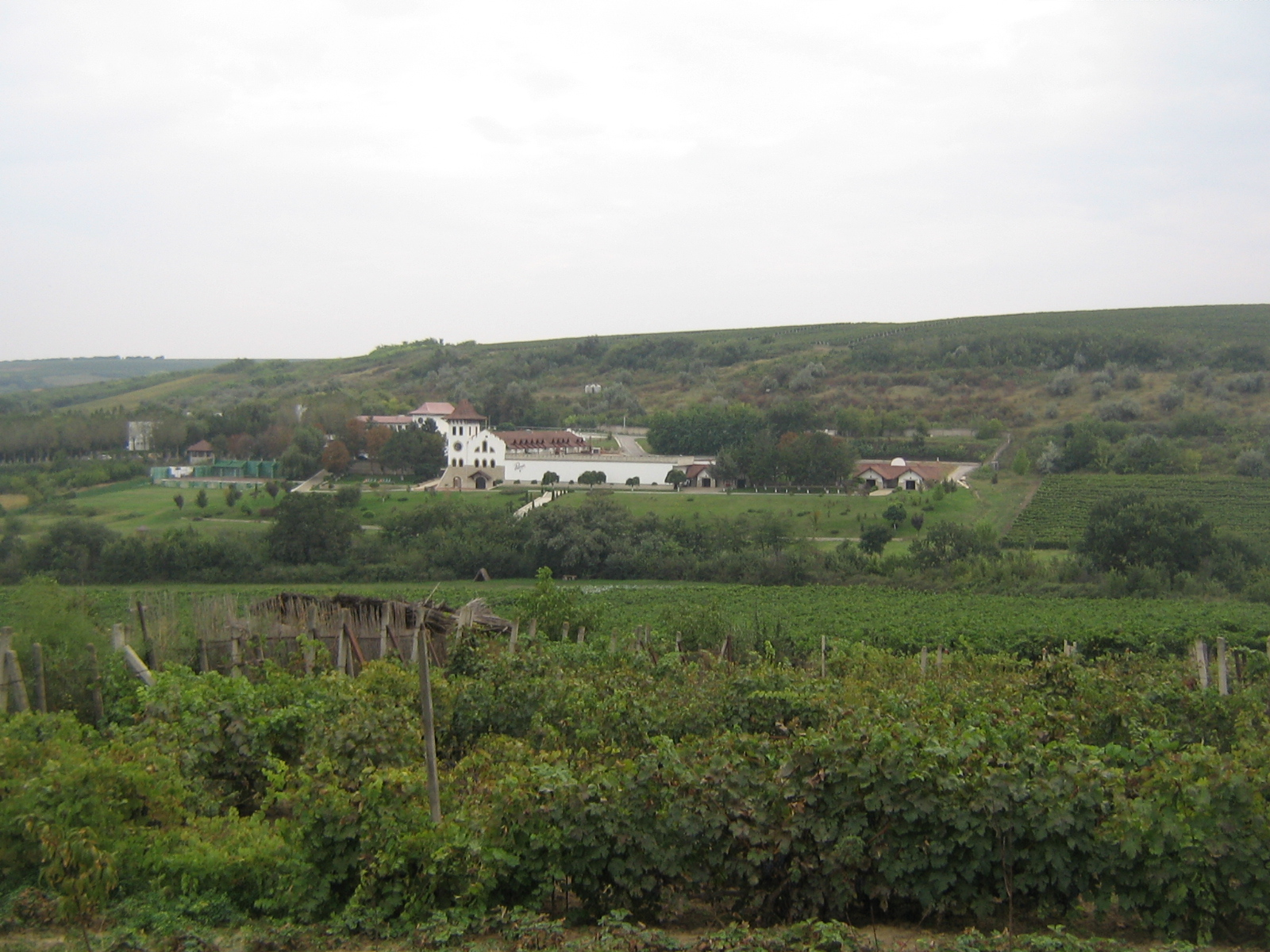
Cave et vignoble de Purcari.

Les principaux terroirs viticoles moldaves sont :
- Bălți (au Nord) : cette zone comporte surtout de petits vignobles pour la consommation locale. Ici sont produits essentiellement des matériaux pour divin (le « cognac » local), les vins vieux, les vins cuits et les vins fortifiés. Il y a très peu de vins de table ;
- Codru (au Centre) : c'est le vignoble le plus productif de la Moldavie. Elle comporte 60 % de tous les vignobles du pays et regroupe la plupart des grandes entreprises vinicoles, y compris la célèbre « Românesti » S.A. Les collines boisées de la zone centrale créent des micro-climats tempérés protègent les vignes des gels hivernaux et de la sécheresse estivale, caractéristiques du climat continental ;
- Nistreana ou Purcari (au Sud-Est ; voir « château de Mimi ») ;
- Cahul (au Sud) : le climat se caractérise par des sécheresses fréquentes, favorisant la culture des cépages destinés à la production de vins rouges et liquoreux.

## Les vins
Chaque année, la Moldavie produit plusieurs centaines de vins différents.
Vins mousseux moldaves

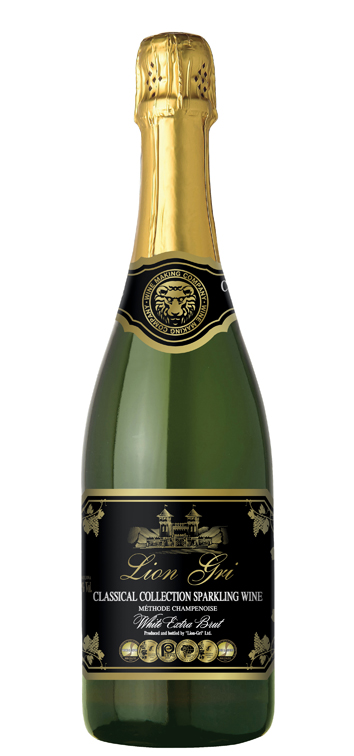
Vin mousseux extra-brut Lion Gri.
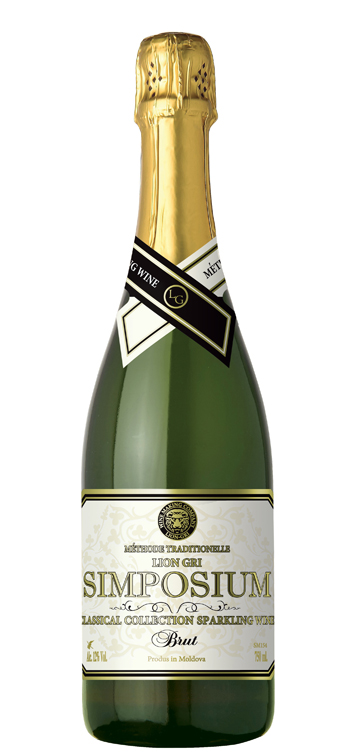
Vin mousseux brut Symposium.
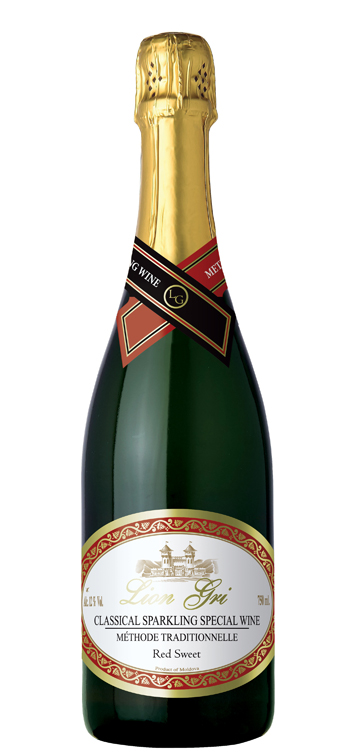
Vin mousseux rouge doux Lion Gri.

### Vin blanc

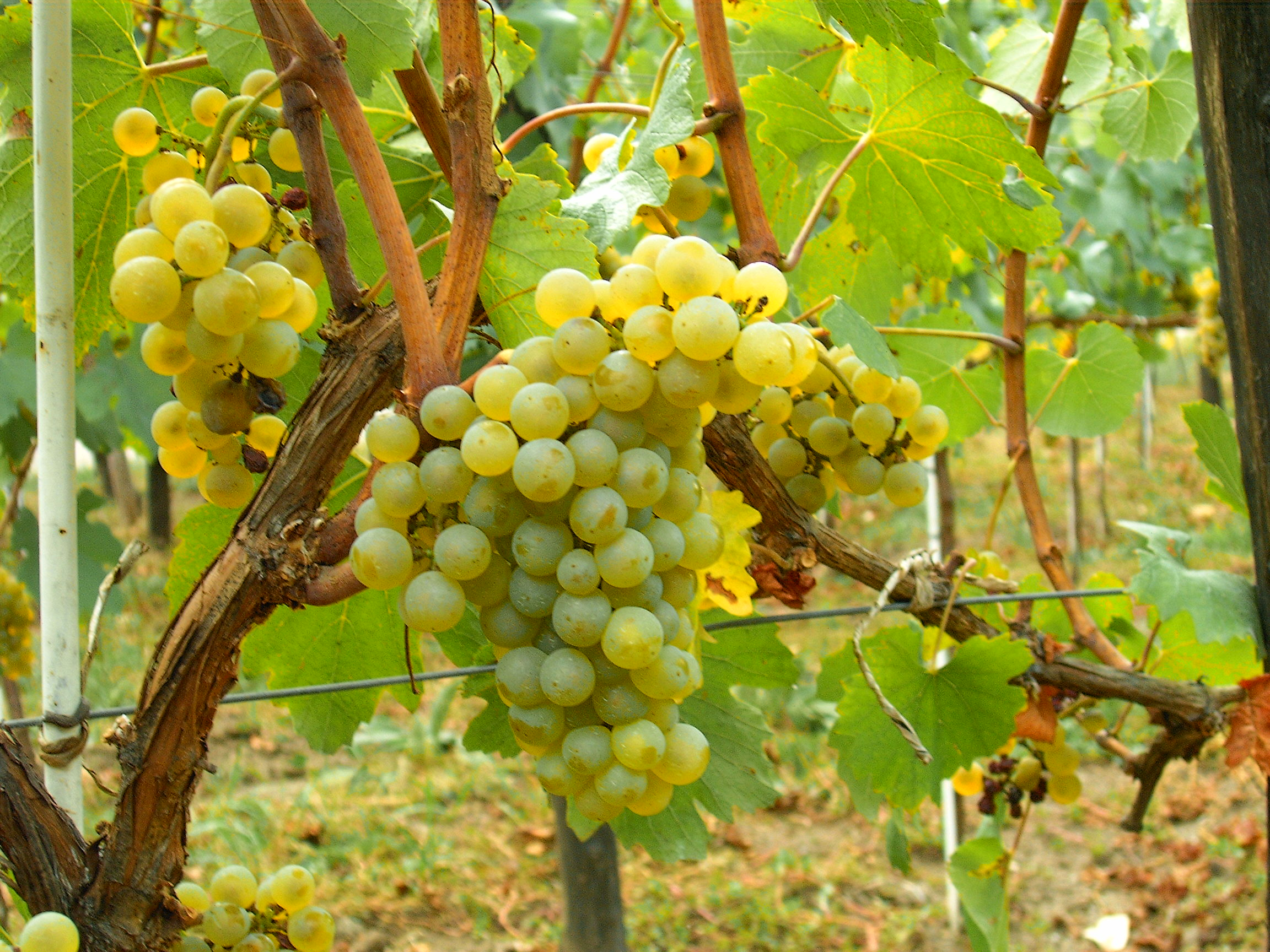
Chardonnay de Moldavie.

Le vin blanc est le plus produit : près de 70 % des surfaces lui dont dédiées. Parmi les cépages blancs les plus cultivés, il y a la variété locale « Fetească albă » (le « blanc des jeunes filles »), des cépages d'origine française introduits après la crise du phylloxéra du XIXe siècle (Chardonnay, Aligoté, Sauvignon blanc), l'Oliver Irsay, le Rkatsiteli, le Cotnari.

### Vin rouge
Les variétés rouges principalement cultivées sont :
- le Cabernet sauvignon ;
- le Purcari noir (Negru de Purcari) ;
- le Purcari rouge (Roșu de Purcari) ;
- le Merlot et le Pinot noir…

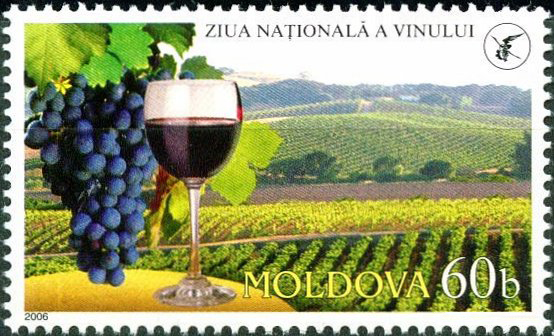
Timbre moldave célébrant les vignobles du pays.
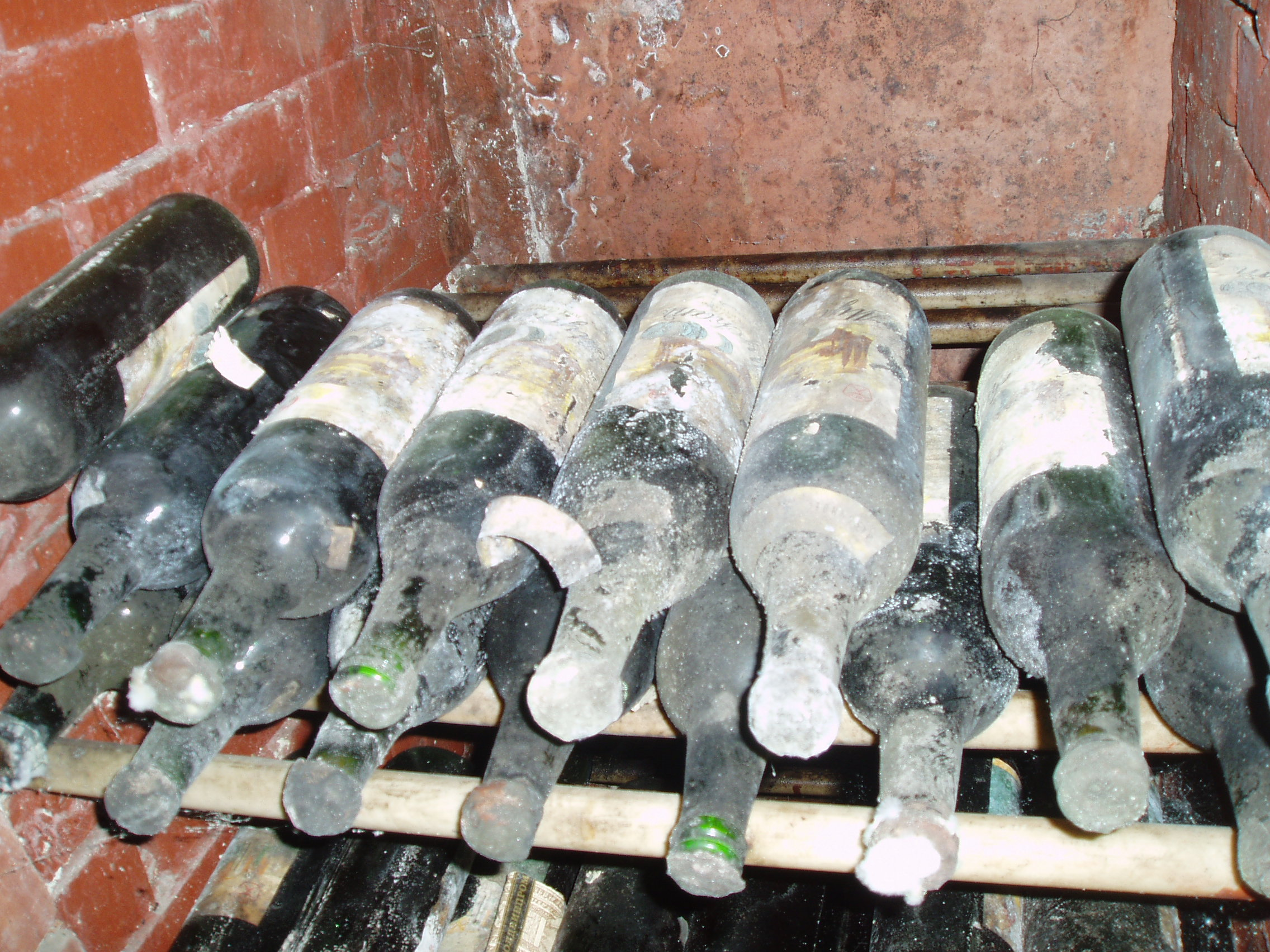
Vieux millésimes moldaves dans les caves de Cojușna.

## Jumelage
La tradition viticole a conduit, depuis 1996, au jumelage du raion de Călărași, en plein centre du terroir du Codru, avec celui de Villefranche-sur-Saône, en plein cœur du Beaujolais, en France.